# Anisotremus pacifici
Anisotremus pacifici е вид лъчеперка от семейство Haemulidae. Видът е незастрашен от изчезване.

## Разпространение и местообитание
Разпространен е в Гватемала, Еквадор, Колумбия, Коста Рика, Мексико, Никарагуа, Панама, Перу, Салвадор и Хондурас.
Среща се на дълбочина от 2 до 17,2 m.

## Описание
На дължина достигат до 35 cm.